# Flying Probe
Flying Probe är ett sätt att mäta producerade och populerade kretskort. Två eller fler elektriskt styrda armar sätter två mätprobar på två punkter på kortet och mäter resistans, spänningar och andra kontaktpunkter. Flying Probe är känt för att slå av komponenter från kretskortet och förstöra bygget. Närbesläktade tekniker är Joint Test Action Group (JTAG) och In Circuit Testing (ICT).